# 남도현
남도현(2004년 11월 10일~)은 대한민국의 가수이자 래퍼이며, 과거 대한민국의 보이 그룹 BAE173의 막내이자 메인래퍼를 맡았었다.
MBC 언더나인틴을 통해 얼굴을 알렸으며, 2라운드를 마지막으로 언더나인틴을 마감한 후 MBK 엔터테인먼트에 입사했으며, MBK 엔터테인먼트 입사 후 PRODUCE X 101에 참가했다.
PRODUCE X 101 최종 8위로 X1의 멤버로 선발되어 활동했으며, X1의 해산 후에는 이한결과 함께 프리데뷔 유닛인 H&D로 활동하며 직접 작사•작곡한 오늘보다 더 나은 내일을 발표했다.

## 학력
- 도쿄 세인트 메리 국제학교 초등부(졸업)
- 대치중학교(졸업)
- 한림연예예술고등학교 실용음악과(졸업)
- 동아방송예술대학교 실용음악과-작곡과(재학)

## 음반 외 활동

### 텔레비전 프로그램
| 연도      | 방송사 | 프로그램      | 방송 기간        |
| --------- | ------ | ------------- | ---------------- |
| 2018~2019 | MBC    | 언더나인틴    | 11월 3일~2월 9일 |
| 2019      | Mnet   | PRODUCE X 101 | 5월 3일~7월 19일 |